# Trestonia pulcherrima
Trestonia pulcherrima là một loài bọ cánh cứng trong họ Cerambycidae.